# Hartchirurgie
Hartchirurgie omvat een reeks van chirurgische ingrepen binnen het specialisme cardiologie met betrekking tot het opereren van het hart. Hieronder vallen allerlei behandelingen zoals het plaatsen van een pacemaker en het verrichten van bypasses, maar ook een harttransplantatie. De ingreep zelf heet een hartoperatie.

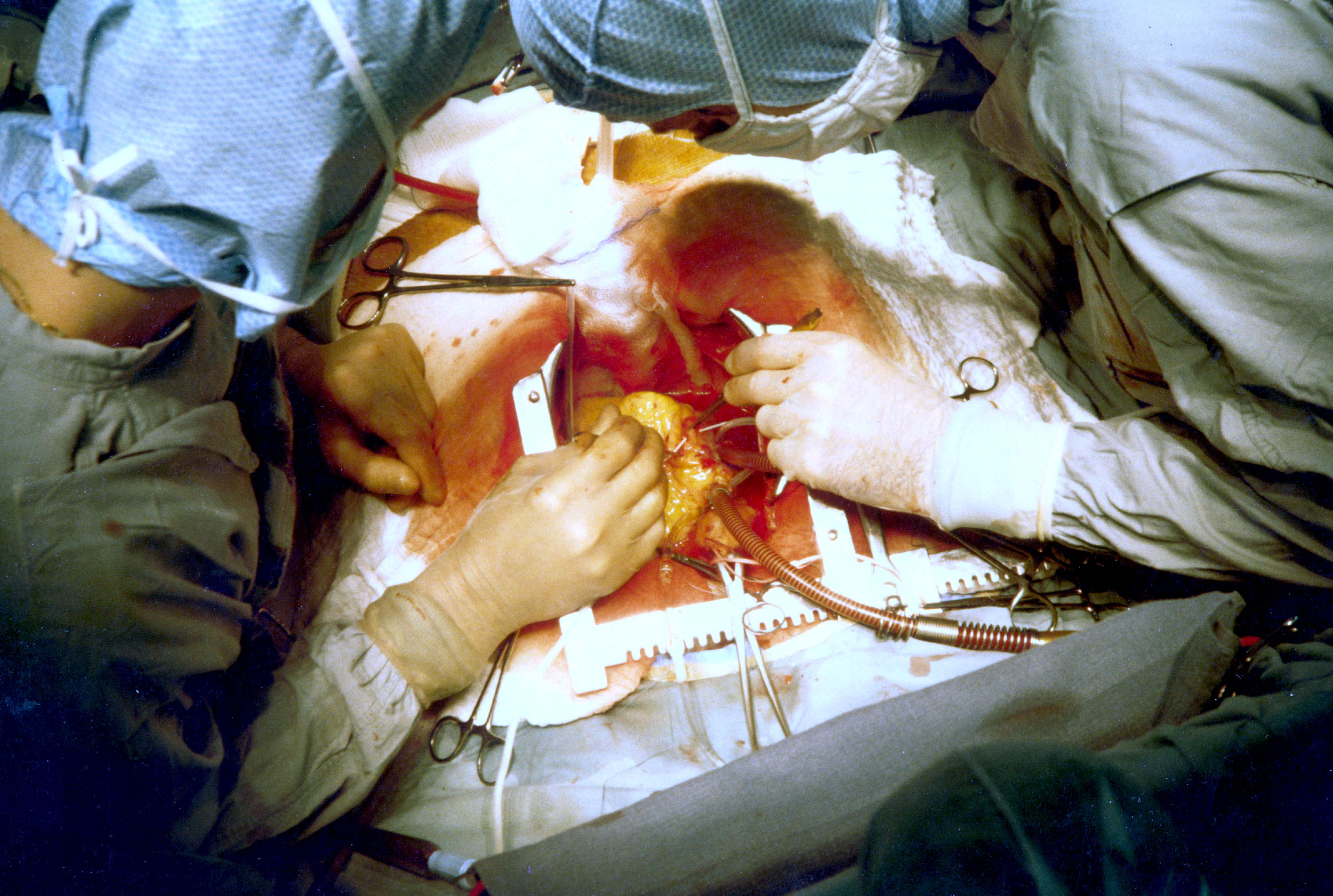
Een hartoperatie voor bypasses.